# Nikolaus Leopold Heinrich zu Salm-Salm
Nikolaus Leopold Heinrich zu Salm-Salm (* 14. Februar 1906 in Potsdam; † 15. Januar 1988 auf Schloss Anholt), amtlich Nikolaus Leopold Heinrich Alfred Emanuel Friedrich Antonius Prinz zu Salm-Salm, war ein Angehöriger des Hochadels aus dem Geschlecht Salm-Salm und von 1923 bis 1988 Chef dieses Hauses. Als solcher war er als Nikolaus Leopold Fürst zu Salm-Salm bekannt. In den 1930er Jahren war er Mitglied des Deutschen Herrenklubs. Er leitete den Wiederaufbau der Burg Anholt nach großer Zerstörung im Zweiten Weltkrieg.

## Eltern
Er war der erstgeborene Sohn und das dritte Kind von Erbprinz Emanuel zu Salm-Salm (1871–1916) und Maria Christina von Österreich-Teschen (1879–1962). Sein Großvater war Alfred Ferdinand Stephan zu Salm-Salm (1846–1923), 7. Fürst zu Salm-Salm.

## Leben
Die erste Ehe schloss er als 22-Jähriger am 19. Juli 1928 in München mit der 21-jährigen Maria Ida Leonhardine Hedwig Mechtilde Balthasara Prinzessin von Wrede (* 26. Februar 1909 München; † 25. Oktober 1998 in Schloss Anholt). Sie war die jüngste Tochter von Carl Philipp Maria Gabriel, 4. Fürst von Wrede (* 10. September 1862; † 16. August 1928) und Maria Anna, Prinzessin von Lobkowicz (* 24. Dezember 1867; † 6. Mai 1957). Die Wredes sind ein aus der Kurpfalz stammendes bayerisches Adelsgeschlecht, deren bedeutendster Repräsentant und erster Fürst Carl Philipp von Wrede (1767–1838) war. Zur Zeit Napoleons wirkte dieser als bayerischer Generalfeldmarschall und Diplomat. Die Ehe mit Ida wurde 1948 geschieden. Ida von Salm-Salm, Mutter des Erbprinzen, lebte bis zu ihrem Tod auf Gut Hardenberg, einer Wasserburg aus dem 14. Jahrhundert, 100 m vor der niederländischen Grenze auf Grund und Boden des Fürsten zu Salm-Salm.
Die zweite Ehe schloss er als 44-Jähriger am 19. Oktober 1950 in Hamburg-Eimsbüttel mit der 31-jährigen Eleonore von Zitzewitz (* 24. November 1919 Prebendow in Hinterpommern, vormals Kreis Stolp, heute Polen; † 16. Februar 2011 Aumühle/Reinbek). Sie war in erster Ehe verheiratet mit Harras Ursus Caminneci (* 1918), der 1944 im Krieg in Russland gestorben war. Die Ehe mit Nikolaus wurde 1961 geschieden.
In dritter Ehe verband er sich als 56-Jähriger am 23. März 1962 in Berna mit der 32-jährigen Maria Moret (* 23. Juni 1930 Grolley bei Fribourg; † 8. Januar 1982 in Genf/Schweiz). Diese Ehe wurde 1972 geschieden.
Die vierte Ehe ging er als 78-Jähriger am 19. April 1984 in Preußisch Oldendorf (Detmold) mit der 26-jährigen Christiane Kostecki (* 8. Mai 1958 Herford) ein. Sie blieb kinderlos.
1988 verstarb Nikolaus Leopold, 8. Fürst Salm-Salm, 8. Fürst zu Salm-Kyrburg, 13. Fürst zu Salm, Wild- und Rheingraf, Fürst zu Ahaus und Bocholt, Herzog von Hoegstraeten, Herr zu Anholt, Vinstingen und Werth auf Schloss Anholt (Titel nach rechtlich in Deutschland nicht mehr gültigem Adelsrecht). 1988 verkaufte die Familie Salm-Salm den 1908 erworbenen Besitz der Kyrburg an die Stadt Kirn. Diese Burg ist das Wahrzeichen der Stadt Kirn und war eine Hauptburg der Wildgrafen, die im Mittelalter von ihren Burgen Kyrburg, Schmidtburg und Dhaun wesentliche Pässe von der Nahe zur Mosel beherrschten und als Inhaber einer Landgrafschaft das politische Geschehen im Nahe- und Hunsrückraum prägten. Sein Sohn Karl-Philipp, auch Carl Philipp zu Salm-Salm (* 19. Mai 1933), wurde 1988 sein Erbe und Nachfolger.

### Kinder
- aus erster Ehe
  - Konstanze Prinzessin zu Salm-Salm (* 25. Juli 1929); ⚭ Joseph Zdenko Graf von Thun und Hohenstein
  - Alfred Prinz zu Salm-Salm (* 6. Oktober 1930; † 21. März 1945). Er starb als 14-Jähriger bei einem Fliegerangriff.
  - Carl Philipp zu Salm-Salm (* 19. Mai 1933); ⚭ I. Erika von Morgen, ⚭ II. Elisabeth Frisch
  - Anna Prinzessin zu Salm-Salm (* 2. August 1935); ⚭ Paul Franz August Christoph Graf von Degenfeld-Schonburg
  - Margarethe Prinzessin zu Salm-Salm (* 2. August 1935); ⚭ Georges Szolnoki Scheftsik (auch György Scheftsik de Szolnok, 1926–1965)
- aus zweiter Ehe:
  - Ludwig-Wilhelm Prinz zu Salm-Salm (* 15. April 1953); ⚭ I. Christiane Hansen, ⚭ II. Ulrike Grünewald
- aus dritter Ehe:
  - Christian-Nikolaus Prinz zu Salm-Salm (* 25. August 1964 in Genf)

## Wiederaufbau Schloss Anholt
Im Zweiten Weltkrieg  zerstörten Fliegerbomben und Artilleriebeschuss 97 % von Anholt. Unter den 117 Gefallenen und 29 Zivilopfern war auch der am 21. März 1945 getötete 14-jährige erstgeborene Sohn von Nikolaus. Die Burganlage selbst wurde durch schwere Bombardierungen zu ca. 70 % beschädigt. Die ehemals fürstliche Familie war in das Schloss Rhede umgezogen und es waren alle beweglichen Kunstgegenstände vor der Bombardierung des Schlosses in Sicherheit gebracht worden. So konnte nach dem Wiederaufbau im Hauptgebäude des Schlosses ein Museum eingerichtet werden, während die Vorburg zu einem Hotel und Restaurant umgebaut wurde. Der damals 39-jährige Nikolaus Leopold hatte erkannt, dass für die Erhaltung der Burganlage und ihrer Schätze eine neue wirtschaftliche Grundlage gefunden werden musste. Er bezog die Burg frühzeitig in die Überlegungen zur Entwicklung des Einkaufs- und Ausflugsverkehrs in Anholt mit ein.
1966 entschloss sich Nikolaus Leopold zu Salm-Salm zum Wiederaufbau des kriegszerstörten Wald- und Wildparks. 1968 wurde der Wildpark Anholter Schweiz der Öffentlichkeit übergeben, ausgestattet mit heimischer Flora und Fauna. 1972 wurde in der Parkanlage eine 18-Loch Golfanlage angelegt und ein Clubhaus errichtet.

## Ehrungen
Die Bundesrepublik Deutschland dekorierte ihn mit dem Bundesverdienstkreuz 1. Klasse, die Stadt Isselburg verlieh ihm die Ehrenbürgerrechte.